# ATP Challenger Vercelli
Das ATP Challenger Vercelli (offizieller Name: Città di Vercelli – Trofeo Multimed) war ein 2014 und 2015 jährlich stattfindendes Tennisturnier in Vercelli, Italien. Es war Teil der ATP Challenger Tour und wurde im Freien auf Sand ausgetragen.

## Siegerliste

### Einzel
| Jahr | Sieger         | Finalgegner      | Ergebnis      |
| ---- | -------------- | ---------------- | ------------- |
| 2015 | Taro Daniel    | Filippo Volandri | 6:3, 1:6, 6:4 |
| 2014 | Simone Bolelli | Mate Delić       | 6:2, 6:2      |

### Doppel
| Jahr | Sieger                                   | Finalgegner                           | Ergebnis          |
| ---- | ---------------------------------------- | ------------------------------------- | ----------------- |
| 2015 | Andrea Arnaboldi Hans Podlipnik-Castillo | Sjarhej Betau Michail Jelgin          | 6:75, 7:5, [10:3] |
| 2014 | Matteo Donati Stefano Napolitano         | Pierre-Hugues Herbert Albano Olivetti | 7:62, 6:3         |